# Музей прикладного искусства (Гера)
Музей прикладного искусства (нем. Museum für Angewandte Kunst, MAK) — музей в городе Гера, расположенный в доме Фербера (нем. Ferberschen Haus) на улице Грайзер-штрассе, являющимся самым крупным зданием в Старом городе.

## История и описание
Дом Фербера, в котором расположен Музей прикладного искусства Геры, представляет собой буржуазное поместье XVII века, с характерным группированием построек вокруг внутреннего двора; согласно надписи на фасаде, здание было построено в 1760 году. С 1765 года дом принадлежал купцу Иоганну Готфриду Штайделю; после пожара в Гере, произошедшего в 1780 году, здание сменило владельца — им стал член городского торгового (коммерческого) совета Генрих Эбелинг. В 1842 году дом приобрел Мориц Рудольф Фербер — также состоявший в торговом совете и известный в городе как меценат; после чего дом и стал носить его имя. После смерти Морица Фербера, в 1875 году, его наследники перепроектировали жилые помещения первого этажа в популярном в те годы направлении историзм. После окончания Второй мировой войны здание использовалось как многоквартирный дом.
С начала 1980-х годов южная часть Старый города Геры была коренным образом перестроена, что затронуло и территорию вокруг дома Фербера. В ходе Фестиваля рабочих ГДР (нем. Arbeiterfestspiele der DDR), который проходил в округе в 1984 году, в здании на улице Грайзер-штрассе был открыт Музей ремесленных изделий; его коллекция включала в себя как предметы декоративно-прикладного искусства XX века, так и фотографии и предметы, связанные с рекламой и дизайном. Наиболее ценной частью коллекции являлись керамические изделия в стиле баухауз за авторством Отто Линдига и Теодора Боглера, а также — работы Тило Шодера и фотографии Энне Бирманна. В XXI века Музей прикладного искусства Гера направляет одного своего представителя в жюри, члены которого присуждают премию имени Бирманна в области современной фотографии. Количество посетителей музея варьируется от трёх до семи тысяч человек в год.